# Протокол маршрутизації
Протокол маршрутизації - мережевий протокол, який використовується маршрутизаторами для визначення можливих маршрутів прямування даних в комп'ютерній мережі. Застосування протоколу маршрутизації дозволяє уникнути ручного введення всіх допустимих маршрутів, що, у свою чергу, знижує кількість помилок, забезпечує узгодженість дій усіх маршрутизаторів в мережі і полегшує працю адміністраторів.
Протоколи маршрутизації діляться на два види, що залежать від типів алгоритмів, на яких вони засновані (або можуть бути гібридними - поєднувати обидва підходи):
- Дистанційно-векторні протоколи, засновані на Distance Vector Algorithm (DVA);
- Протоколи стану каналу зв'язку, засновані на Link State Algorithm (LSA).

Так само протоколи маршрутизації діляться на два види залежно від сфери застосування:
- Міждоменна маршрутизація;
- Внутрішньодоменна маршрутизація.

## Дистанційно-векторні протоколи
- RIP — Routing Information Protocol;
- IGRP — Interior Gateway Routing Protocol (ліцензійний(пропрієтарний) протокол Cisco Systems);
- BGP — Border GateWay Protocol;
- EIGRP — Enhanced Interior Gateway Routing Protocol (гібридний протокол — поєднує властивості дистанційно-векторних протоколів та протоколів стану каналу зв'язку; ліцензійний протокол Cisco Systems);
- AODV

## Протоколи стану каналу зв'язку
- IS-IS — Intermediate System to Intermediate System (стек OSI);
- OSPF — Open Shortest Path First;
- NLSP — NetWare Link-Services Protocol (стек Novell);
- HSRP і CARP — протоколи резервування шлюзу у Ethernet-мережі.
- OLSR
- TBRPF

## Протоколи міждоменної маршрутизації
- EGP
- BGP
- IDRP
- IS-IS level 3

## Протоколи внутрішньодоменної маршрутизації
- RIP
- IS-IS level 1-2
- OSPF
- IGRP
- EIGRP